# Bildungshaus Zeppelin & Steinberg
Das Bildungshaus Zeppelin & Steinberg in Goslar ist als Heimvolkshochschule eine nach dem Niedersächsischen Erwachsenenbildungsgesetz anerkannte und gemeinnützige Einrichtung der Erwachsenen- und Weiterbildung.

## Leitbild
Das Bildungshaus Zeppelin & Steinberg versteht sich als Forum zur Meinungsbildung. Die Bildungsarbeit ist vorwiegend gemeinwohlorientiert, ganzheitlich und praxisnah ausgerichtet. Im Bildungsschwerpunkt liegen die Bereiche Persönlichkeitsbildung als Förderung sozialer Kompetenzen, Politische Bildung, Berufsorientierung, berufsbezogene Fort- und Weiterbildung, interkulturelle Arbeit und Bildende Kunst.

## Geschichte
Am 20. März 1948 wurde in Göttingen die Gesellschaft „Landvolkshochschule Südhannover-Braunschweig“ gegründet. Ende 1948 wurde die „Arnoldsche Villa“ in Juliusmühle bei Einbeck bezogen, Anfang 1949 die ersten Seminare und Lehrgänge durchgeführt. Im Oktober 1951 fand der Umzug nach Goslar statt. Die „Ländliche Volkshochschule Südhannover-Braunschweig“ bezog ein Gebäude, dass 1912/13 von einem Hauptmann der Luftschiffer-Abteilung des Grafen Zeppelin gebaut wurde. Da es das erste „Haus am Steinberg“ war, wurde die Straße nach dem Grafen Zeppelin benannt.
Die „Ländliche Volkshochschule“ Goslar wurde später zur „Ländlichen Heimvolkshochschule“ und in der Rechtsform eines eingetragenen Vereins geführt. Träger wurde der Verband des Niedersächsischen Landvolks, Kreislandvolksverbände, der Verband ländlicher Genossenschaften, der Landfrauenverband, der Landjugendverband und der Altschülerring der Ländlichen Volkshochschule.
Seit 1993 heißt die Heimvolkshochschule „Bildungshaus Zeppelin“. Im Jahr 2018 sind das „Bildungshaus Zeppelin“ und das „Haus am Steinberg e. V.“ (Nebenhaus) zur anerkannten Heimvolkshochschule „Bildungshaus Zeppelin e. V. & Steinberg e. V.“ verschmolzen.

## Seminar- und Tagungshaus
Das Bildungshaus verfügt über 133 Betten in 80 Zimmern, 8 Seminarräume, zwei Kaminzimmer, einen Speiseraum, mehrere Gärten, einen Kiosk, eine Bar und mehrere Grillmöglichkeiten.

## Mitgliedschaften
- Niedersächsischer Landesverband der Heimvolkshochschulen
- Verband der Bildungszentren im ländlichen Raum
- Arbeitskreis deutscher Bildungsstätten
- Ländliche Erwachsenenbildung

## Seminarangebote
Die Seminarangebote lassen sich in folgende Kategorien einordnen: Arbeitswelt, Bildungsurlaub, Ehrenamt, Freundeskreis, Gesellschaft & Politik, Gesundheit, Kunst & Kultur, Landfrauen, Landwirtschaft, Natur, Umwelt und Ökologie.